# Лажни рат
Лажни рат (енгл. Phoney War, фр. Drôle de guerre) или речима Винстона Черчила, Досадни рат (енгл. Dull War), је популаран назив за релативно мирну фазу Другог светског рата (од 6. октобра 1939. до 10. маја 1940), у месецима после немачке инвазије на Пољску, када на западном фронту у континенталној Европи није било ратних операција већег значаја.  Иако су велике силе у Европи објавиле рат једне другима, ниједна страна није започела значајнији напад, тако да је било релативно мало борби. Термин има сродних појмова у многим другим језицима, на пример немачки Sitzkrieg (седећи рат), француски drôle de guerre (смешан рат) и пољ. dziwna wojna (чудан рат). У Уједињеном Краљевству овај период је називан Bore War (Досадан рат; игра речима тако да личи на Boer War – Бурски рат).
Док се већина немачке војске борила против Пољске, много мање немачке снаге су држале утврђену одбрамбену линију дуж француске границе. На Мажино линији са друге стране границе, налазиле су се британске и француске трупе, али је било само мањих окршаја. Британско Краљевско ваздухопловство је бацало пропагандне летке на Немачку, а прве канадске трупе су се искрцале на обалу Британије, док је западна Европа била у чудном миру седам месеци. У међувремену, сукобљене нације су се сукобиле у Норвешкој. Сједињене Државе, технички неутралне у рату, помагале су западним савезницима продајом на попуст или поклонима у виду војне опреме и залиха. Немачки напори да се спречи ова трговина преко океана су започели другу битку за Атлантик.

## Датуми
Датуми почетка и краја ове фазе се разликују од земље до земље. У Француској, период од званичне објаве рата Немачкој 3. септембра све до немачке инвазије Бенелукса и Француске је познат као смешан рат. Овај термин је смислио француски новинар Ролан Доржелес који је извештавао о војној неактивности на француско-немачкој граници. У Пољској, која се осећала изданом од стране својих западних савезника, термин чудни рат се користи за период када су све офанзивне операције на Западном фронту заустављене 12. септембра 1939. године. У енглеским изворима 6. октобар се означава као почетак, пошто је тог датума пољски отпор сломљен, окончавши Септембарску кампању.
Лажни рат је трајао до напада нацистичке Немачке на Холандију, Белгију и Луксембург 10. маја 1940. године.

## Зимски рат
Значајан догађај током Лажног рата је био Зимски рат, који је почео нападом Совјетског Савеза на Финску 30. новембра 1939. године. Јавно мњење, посебно у Француској и Уједињеном Краљевству, се сврставало уз Финску и захтевало је од својих влада ефикасну акцију као подршку ”храбрим Финцима” против неупоредиво већег агресора, посебно када је финска одбрана постигла много веће успехе него пољска током Септембарске кампање. За последицу, Совјетски Савез је искључен из Лиге народа, а расправљало се о предложеној француско-британском походу на север Скандинавије. Након што је 20. марта Зимски рат окончан, Едуар Даладје је поднео оставку на место премијера Француске, због свог неуспеха да помогне финску одбрану.

## Немачка инвазија Данске и Норвешке
Отворена расправа о савезничкој експедицији на север Скандинавије, такође и без пристанка неутралних скандинавских земаља, и Алтмаршки инцидент 16. фебруара, када је (према немачком виђењу) британска Краљевска морнарица показала велико непоштовање за норвешку неутралност, узбунивши Кригсмарине и дајући јак аргумент за Немачку да осигура норвешку обалу, у операцији Везерибунг. Немачка окупација Данске и Норвешке је почела 9. априла. Краљевска морнарица је била у близини и 10. априла Прва битка за Нарвик је резултовала потапањем два немачка и два британска разарача. Савезничке трупе су се 15-16. априла искрцале у Норвешкој, али је у року од две недеље, већина Норвешке била у немачким рукама, а савезничке трупе су биле евакуисане из јужне Норвешке.

## Пад британске владе
Пропаст савезничког похода у Норвешкој, који је заправо био наследник никад оствареног плана помоћи Финској, је покренула Норвешку дебату у британском парламенту, током које је британски премијер Невил Чемберлен био под сталним нападом. Током расправе о поверењу, његова влада је добила подршку од 281 према 200, али су многе Чемберленове присталице гласале против њега, док су друге биле уздржане. Понижени Чемберлен није могао да настави да води владу или да формира владу националног јединства око себе. Чемберлен је 10. маја подне оставку задржавајући своје вођство у Конзервативној странци. Краљ Џорџ VI је именовао Винстона Черчила, који је био доследан противник Чемберленове политике, као његовог наследника и Черчил је формирао нову коалициону владу која је укључивала чланове Конзервативне странке, Лабуристичке странке и Либералне странке, као и неколико министара без политичке позадине.
Касније истог дана, Немачке трупе су умарширале у Белгију, Холандију и Луксембург. Лажни рат је био готов.

## Остали војни догађаји током Лажног рата
Већина осталих важнијих борби у Лажном рату је била на мору, укључујући Другу битку за Атлантик вођену кроз Лажни рат. Остали важнији догађаји су:
- Октобра 1939, застарели британски бојни брод ХМС Ројал оук је потопила немачка подморница У-47
- Новембра 1939, немачки џепни бојни брод Адмирал Граф Шпе су напале крстарице Краљевске морнарице ХМС Ексетер, ХМС Ајакс и ХМС Ахилес у бици код Ла Плате. Адмирал Граф Шпе је пловио ка луци Монтевидео да изврши поправке на оштећењима задобијеним током битке. Његова посада га је потопила да не би пао у руке британској флоти за коју је Кригсмарине погрешно веровао да чека његово испловљавање. Помоћни брод Адмирала Графа Шпеа, танкер Алтмарк, покушавао је да се врати у Немачку идући око севера Уједињеног Краљевства и онда дуж норвешке обале.
- Фебруара 1940, на Алтмарк су се укрцали Британци са разарача ХМС Козак, у Јосингфјорду, Норвешка. Око 300 британских морнара заробљених током кампање Адмирала Графа Шпеа и затворених на Алтмарку је ослобођено.
- 10. априла, минирање норвешких фјордова од стране британских ратних бродова, са намером да се блокирају пошиљке гвоздене руде из Шведске за Немачку, је пратила двомесечна битка око луке Нарвик у северној Норвешкој.